# 조지 스털츠
조지 스털츠(George Stults, 1975년 8월 16일 ~ )는 미국의 배우이다.

## 출연 작품
- 더 소저너 (2019)
- 보더라인 머더 (2011)
- 네크로시스 (2009)
- 슈퍼 카퍼스 (2009)
- 마법의 히드라 (2009)
- 나이트 스카이스 (2007)
- 제7의 천국 (1996)